# Photurinae
Photurinae là một phân họ bọ cánh cứng trong họ Lampyridae. Phân họ này chứa một số loài nổi tiếng ở Bắc Mỹ như Photuris pennsylvanica và P. pyralis, theo thứ tự là côn trùng biểu tượng của các bang Pennsylvania và Tennessee.

## Các chi
Các chi gồm:
- Bicellonycha Motschulsky, 1853
- Photuris